# Ian Jack
Ian Jack (Farnworth, Lancashire, 7 de febrero de 1945-Paisley, Renfrewshire, 28 de octubre de 2022) fue un periodista británico.

## Carrera periodística
Editó en Granta desde 1995. Comenzó su actividad periodística en un periódico semanal escocés en los años sesenta. Entre 1970 y 1986 trabajó para el Sunday Times como reportero, editor, articulista y corresponsal extranjero. Fue cofundador del Independent on Sunday en 1989 y su editor desde 1991 hasta 1995. Sus premios en Inglaterra incluyen el de reportero, periodista y editor del año. Publicó el libro Before the Oil Ran Out en 1997.

## Libros publicados
- Jack, Ian (1987). Before the Oil Ran Out: Britain 1977–86. London: Secker & Warburg. ISBN 0-436-22020-2.
- —— (2001). The Crash that Stopped Britain. London: Granta. ISBN 1-86207-468-2.
- —— (2009). The Country Formerly Known as Great Britain. London: Jonathan Cape. ISBN 978-0-224-08735-3.
- —— (2013). Mofussil Junction. New Delhi: Penguin. ISBN 978-0-670-08644-3.